# Jag har hört om en stad (musikalbum)
Jag har hört om en stad utkom 1971 och är ett musikalbum med den kristna sångaren Artur Erikson. Större delen av sångerna är nyinspelningar av sånger som tidigare varit inspelade på EP. Tre av inspelningarna är direkt hämtade från EP-skivor.

## Låtlista

### Sida 1
1. Jag har hört om en stad
2. Halleluja (Tänk att det finns en som mig älskar)
3. Jesus kommer
4. Om dagen vid mitt arbete
5. Var redo (med Överängelns röst och Guds basun)
6. Davids psalm 42

### Sida 2
1. Ett barn i Guds famn
2. Jag vet en väg som leder
3. Långt bortom rymder vida
4. Medan allting ler och blommar
5. Det finns en Gud
6. Davids psalm 18